# Woosung
Pour les articles homonymes, voir Woosung (homonymie).
Woosung est communauté incorporée du comté d'Ogle dans l'Illinois.

## Géographie
Woosung est situé à l'extrême sud-ouest du comté, au nord-ouest de la ville de Dixon.

## Toponymie
La communauté porte son nom de Wusong, un district de Shanghai en Chine, qu'un officiel d'une compagnie ferroviaire a visité alors qu'il était capitaine d'un navire.